# Železník
Železník (in ungherese Vaspataka) è un comune della Slovacchia facente parte del distretto di Svidník, nella regione di Prešov.